# هيرمان فريدريك كاريل تن كيت
هيرمان فريدريك كاريل تن كيت (بالهولندية: Herman Frederik Carel ten Kate)‏ هو مستكشف وطبيب وعالم إنسان هولندي، ولد في 7 فبراير 1858 في أمستردام في هولندا، وتوفي في 3 فبراير 1931 في الموقع الأثري بقرطاج في تونس.